# Saqueig d'Agde
El saqueig d'Agde, el febrer de 1286, fou un dels darrers combats de la Croada contra la Corona d'Aragó.

## Antecedents
El papa Martí IV, que havia succeït Climent IV, Carles I d'Anjou, va declarar al rei Pere el Gran privat dels seus regnes, i donà la investidura del Regne de Sicília a Carles I d'Anjou.
Els francesos ocuparen la Vall d'Aran i l'any següent ho provaren amb les tropes que tenien al regne de Navarra, però en el contraatac catalano-aragonès de l'any 1284, assetjaren Tudela. El 1285 els francesos entraren pel territori rossellonès de Jaume II de Mallorca amb un exèrcit de 100.000 infants, 16.000 cavallers i 17.000 ballesters comandat pel mateix Felip III de França, i acamparen a Elna i Perpinyà, travessant pel pas del Coll de la Maçana el juny. Els catalans, van aplicar la terra cremada, i els francesos entraren a Castelló d'Empúries, Girona, Figueres, Roses, Sant Feliu de Guíxols i Blanes, i Peralada fou destruïda sense aconseguir rendir-la.
L'estol català, provinent de Sicília comandat per Roger de Llúria va derrotar la flota francesa a la batalla naval de les Formigues, recuperant el territori del nord. En aquell moment la disenteria s'estengué entre els francesos, que envoltats, sense proveïments i malalts, hagueren de retirar-se sent derrotats a la batalla del coll de Panissars. Incapaços de mantenir-les per manca de subministraments, els francesos rendiren totes les viles que encara tenien a l'Empordà i Girona, però els francesos encara controlaven el Rosselló. Pere el Gran envià una flota contra el seu germà Jaume II de Mallorca, al qual li confiscà el regne, però va morir pocs dies després a Vilafranca.
Roger de Llúria va atacar el Llenguadoc el febrer de 1286, com a venjança per la invasió que els francesos van fer a Catalunya uns mesos abans, arribant amb una flota de galeres fins a les platges de Valrans, que fou saquejada i cremada, i va remuntar a peu amb dos mil almogàvers el riu Òrb fins a arribar a Serinhan, on van derrotar els francesos de Besers.

## Batalla
L'almirall va dividir l'exèrcit en dos cossos, el primer amb la meitat de la cavalleria i els almogàvers, ataca i saqueja Vias, i el segon, amb la resta de l'exèrcit, amb les galeres i els mariners va dirigir-se a Agde, que també fou saquejada, juntament amb les viles dels voltants durant quatre dies.

## Conseqüències
Roger de Llúria es va dirigir a Aigües Mortes, Leucata i Narbona, i a les tres ciutats va capturar nombroses galeres, altres vaixells i béns diversos que foren enviades a Barcelona. Després d'atacar Narbona, l'almirall es va dirigir a Barcelona per rendir homenatge a Pere el Gran i lliurar-li els botins.